# مطار بيليليو
مطار بيليليو (معرف الموقع إف إيه إيه: C23)(بالإنجليزية: Peleliu Airfield)‏ هو مطار صغير في بيليليو إحدى جزر بالاو. وكانت أيضا مهبط للطائرات خلال الحرب العالمية الثانية.

## التاريخ
بني مطار بيليليو من قبل اليابانيين في عام 1944 مع زوج من المدارج المتقاطعة. وخلال معركة بيليليو التي حدثت في يوم 15 سبتمبر عام 1944، دافع 11,000 جندي ياباني عن الجزيرة عندما هاجمت الفرقة البحرية الأمريكية الأولى بإنزال قواتها على القسم الجنوبي الغربي من الجزيرة، بسبب أن المطار في الجهة الغربية. على D + 1، انتقلت قوات المارينز الخامسة للسيطرة على مطار، وتقدمت نحو الشاطئ الشرقي. قاموا بسرعة بقصف مدفعي ثقيل على المطار من المرتفعات في شمال الجزيرة، حيث عانى الجيش الياباني من خسائر فادحة في هذه العملية. وبعد الاستيلاء على المطار، تقدمت القوات الأمريكية بسرعة إلى الطرف الشرقي من بيليليو، وترك المدافعين مواقعهم باتجاه الجزء الجنوبي للجزيرة إلى أن سحقت القوات اليابانية من قبل قوات المارينز السابعة.
عندما كان الاحتلال للجزيرة مستمراً لمخازن الحبوب، ودرجات الحرارة مرتفعة حوالي 46° درجة مئوية، كما عانت قوات مشاة البحرية خسائر كبيرة بسبب الإنهاك الحراري، مما زاد من تعقيد الوضع، وكانت إمدادات المياه الوحيدة المتاحة لمشاة البحرية ملوثة مع النفط. ومع ذلك قوات المارينز الخامسة والسابعة أنجزت أهدافها في السيطرة على المطار وعلى الجزء الجنوبي من الجزيرة.

## المرافق
يقع المطار على ارتفاع يقدر بـ 9 أقدام (3 م) فوق مستوى سطح البحر. له مدرج واحد مخصص 4/22 بسطح حصى يبلغ 6,000×40 قدمًا (1,828×12 م). لفترة الإثني عشر شهرًا المنتهية في 23 مايو 1987، كان بالمطار 1500 تاكسي جوي، بمعدل 125 شهريًا.

## الخطوط الجوية
- طيران بالاو: أنغاور، كورور.